# Platygaster galbus
Platygaster galbus är en stekelart som beskrevs av Ushakumari 2004. Platygaster galbus ingår i släktet Platygaster och familjen gallmyggesteklar. Inga underarter finns listade i Catalogue of Life.